# Despertar de pasiones
Despertar de pasiones es una película de Argentina filmada en colores dirigida por Omar Pini sobre su propio guion que se estrenó el 1 de septiembre de 1994 y que tuvo como actores principales a Luis Luque, Silvia Peyrou, Judith Gabbani y Edward Nutkiewicz.
La película fue realizada en video y estrenada en un solo cine sin aviso previo.

## Sinopsis
Una mujer filma a su  esposo mientras la engaña con su secretaria y ésta es asesinada por un enamorado celoso.

## Reparto
- Luis Luque …Oscar
- Silvia Peyrou …Virginia
- Judith Gabbani …Cora
- Edward Nutkiewicz …Leo
- Karen Reichardt …Liliana
- Tito Mendoza …Rosendo
- Bettina Hudson …Tatiana
- Víctor Mutarelli …Conserje
- Gustavo Luga …Inspector
- Marcelo Francois …Maleante 1
- Colo Remek …Maleante 2
- Pitu Francois …Maleante 3
- Eduardo Francois …Remisero

## Comentarios
Axel Kuschevatzky opinó:

«Una gran idea: este despertar es completamente incongruente, caótico y muy divertido por inercia. En un final absolutamente abrupto e increíble, la Peyrou se deja violar por una patota, Toda una escusa para mostrar carne femenina.»